# Entodon perplicatus
Entodon perplicatus là một loài rêu trong họ Entodontaceae. Loài này được Thér. & P. de la Varde mô tả khoa học đầu tiên năm 1923.